# Mika Karppinen
Mika Kristian "Stobbe" Karppinen (även känd som Gas Lipstick) född 16 februari 1971 i Eskilstuna är en sverigefinsk trumslagare, känd från bandet HIM.
Karppinen blev medlem i HIM år 1999 och ersatte då Juhana Tuomas Rantala.  
Gas är numera aktiv med bandet We Sell The Dead. Gas är även medlem i Black Metalbandet "To separate the Flesh from the Bones" och hardcore punk-banden Valvontakomissio, Dischange och Ääritila han medverkar även i Metal bandet Bendover.[källa behövs]